# 乙酸三乙铵
乙酸三乙铵是一种离子液体，化学式为(CH3CH2)3NHOCOCH3。它可由乙酸和三乙胺在70~80 °C反应，反应结束后在5 mmHg下于80 °C干燥至恒重得到。它在−93 °C发生玻璃态转变，在−18 °C熔化。它和二甲基氯锍盐（Me2SCl+）反应，可以得到乙酸甲硫基甲酯。
计算表明，它是三乙胺和乙酸之间形成的氢键分子配合物。